# 29 años, 9 meses y 1 día
29 años, 9 meses y 1 día es el tercer álbum en directo de la banda de hard rock española Los Suaves publicado el 22 de noviembre de 2010.
El título del disco hace referencia al período de tiempo transcurrido desde su primera actuación, que sería teloneando a Ramones en La Coruña, hasta el 18 de septiembre de 2010, fecha en la que se grabó este disco. 
Es un repaso de toda su carrera en 28 canciones, abarcando todas las etapas de la banda.

## Lista de canciones
| CD 1 |                             |          |  |
| N.º  | Título                      | Duración |  |
| 1.   | «Preparados para el R'n'R»  | 5:39     |  |
| 2.   | «Cuando los Sueños Se Van»  | 4:56     |  |
| 3.   | «San Francisco Express»     | 4:47     |  |
| 4.   | «Palabras para Julia»       | 4:52     |  |
| 5.   | «¡Adiós Adiós!»             | 5:52     |  |
| 6.   | «Judas»                     | 3:42     |  |
| 7.   | «Esa Noche Te Perdí»        | 4:08     |  |
| 8.   | «Malas Noticias»            | 3:20     |  |
| 9.   | «Frío Como una Llave»       | 5:39     |  |
| 10.  | «Dulce Castigo»             | 4:45     |  |
| 11.  | «No Puedo Dejar el Rock»    | 2:12     |  |
| 12.  | «Dile Siempre Que no Estoy» | 2:02     |  |
| 13.  | «Luis y Su Mujer»           | 1:43     |  |
| 14.  | «Pobre Jugador»             | 2:19     |  |
| 15.  | «Miénteme»                  | 2:27     |  |
| 16.  | «Viejo»                     | 3:27     |  |
| 17.  | «Se Alza el Trueno»         | 5:50     |  |

| CD 2 |                               |          |  |
| N.º  | Título                        | Duración |  |
| 1.   | «Ourense Bosnia»              | 8:57     |  |
| 2.   | «¿Sabes? ¡Phil Lynott murió!» | 3:22     |  |
| 3.   | «Ese día piensa en mí»        | 5:34     |  |
| 4.   | «Maldita sea mi suerte»       | 4:28     |  |
| 5.   | «Si pudiera»                  | 5:55     |  |
| 6.   | «Mi casa»                     | 7:16     |  |
| 7.   | «Dolores se llamaba Lola»     | 6:21     |  |
| 8.   | «Pardao»                      | 8:53     |  |
| 9.   | «Corre, conejo corre»         | 3:29     |  |
| 10.  | «O afiador/El afilador»       | 8:38     |  |
| 11.  | «29 años, 9 meses y 1 día»    | 2:56     |  |

## Personal
- Yosi Domínguez: Voz
- Alberto Cereijo: Guitarra
- Charly Domínguez: Bajo
- Tino Mojón: Batería
- Fernando Calvo: Guitarra